# Wünnewil-Flamatt
Wünnewil-Flamatt ist eine politische Gemeinde im Sensebezirk des Kantons Freiburg in der Schweiz. Bis 1974 wurde die Gemeinde offiziell Wünnewil genannt.

## Geographie

Luftbild (1958)

Wünnewil-Flamatt liegt rund 12 km nordöstlich der Kantonshauptstadt Freiburg (Luftlinie). Die Doppelgemeinde erstreckt sich an der Sense und auf dem südlich angrenzenden Hochplateau, im östlichen Freiburger Mittelland.
Die Fläche des 13,2 km² grossen Gemeindegebiets umfasst einen Abschnitt des Molassehügellandes zwischen den Flusstälern der Saane und der Sense, das vom eiszeitlichen Rhonegletscher überformt wurde. Die nördliche Gemeindegrenze verläuft entlang der kanalisierten Sense, die in einem rund 500 m breiten flachen Talboden fliesst. Bei Flamatt mündet als wichtiger Seitenbach die Taverna. Von der Sense erstreckt sich der Gemeindeboden südwärts über einen dicht bewaldeten Steilhang auf das offene Hochplateau von Wünnewil und reicht im Westen bis auf die Egg (651 m ü. M.).
Südlich von Wünnewil hat sich die Taverna in einem von Südwesten nach Nordosten ausgerichteten Tal rund 50 m in die Schichten des Sandsteinplateaus eingegraben. Jenseits des Tavernatals reicht das Gebiet über das Plateau von Dietisberg und die Höhe von Buechholz (mit 714 m ü. M. die höchste Erhebung von Wünnewil-Flamatt) bis in das Tal des Lettiswilbaches (rechter Zufluss der Taverna).
Östlich der Mündung der Taverna in die Sense erstreckt sich die Gemeindefläche in einem schmalen Zipfel weiter ostwärts bis an den Sensebogen bei Thörishaus. Sie umfasst dabei nur gerade den rund 500 m breiten Talboden links der Sense. Erst nach der Erstellung eines Hochwasserdammes im Jahr 1911 konnte der Talboden, der früher oft überschwemmt wurde, besiedelt werden. Von der Gemeindefläche entfielen 1997 18 % auf Siedlungen, 17 % auf Wald und Gehölze, 64 % auf Landwirtschaft, und etwas weniger als 1 % war unproduktives Land.
Wünnewil-Flamatt besteht aus den beiden Hauptsiedlungen sowie zahlreichen Weilern, Hofsiedlungen und Einzelhöfen.
- Wünnewil, 628 m ü. M., auf einer Anhöhe des Plateaus zwischen Sense und Taverna
- Flamatt, 540 m ü. M., in der Talaue der Sense, an der Mündung der Taverna
- Oberflamatt, 547 m ü. M., in der Talaue südlich der Sense
- Sensebrücke, 523 m ü. M., links der Sense gegenüber von Neuenegg
- Eggelried, 603 m ü. M., auf dem Plateau zwischen Sense und Taverna
- Balsingen, 595 m ü. M., auf dem Plateau zwischen Sense und Taverna, gehörte bis 1976 zur Gemeinde Bösingen
- Bagewil, 608 m ü. M., auf dem Plateau zwischen Sense und Taverna, gehörte bis 1976 zur Gemeinde Bösingen
- Amtmerswil, 588 m ü. M., auf dem Plateau zwischen Sense und Taverna, gehörte bis 1976 zur Gemeinde Bösingen
- Staffels, 591 m ü. M., auf dem Hochplateau nördlich des Staffelsholzes, gehörte bis 1976 zur Gemeinde Bösingen
- Pfaffenholz, 632 m ü. M., auf dem Hochplateau, südwestlich an Wünnewil anschliessend
- Elswil, 634 m ü. M., auf dem Hochplateau südlich der Egg
- Dietisberg, 651 m ü. M., auf der Hochfläche südlich des Tavernatals
- Blumisberg, 610 m ü. M., am südlichen Talhang der Taverna, gehörte bis 1976 zur Gemeinde Bösingen

Nachbargemeinden von Wünnewil-Flamatt sind Ueberstorf, Tafers, Schmitten und Bösingen im Kanton Freiburg sowie Neuenegg im Kanton Bern.
Gemäss der Volkszählung aus dem Jahr 2000 gehört die Gemeinde Wünnewil-Flamatt zur Agglomeration Bern.

## Bevölkerung
| Bevölkerungsentwicklung | Bevölkerungsentwicklung |
| Jahr                    | Einwohner               |
| ----------------------- | ----------------------- |
| 1900                    | 1160                    |
| 1910                    | 1542                    |
| 1930                    | 1964                    |
| 1950                    | 2153                    |
| 1960                    | 2549                    |
| 1970                    | 4016                    |
| 1980                    | 3774                    |
| 1990                    | 4211                    |
| 2000                    | 4916                    |
| 2008                    | 5223                    |
| 2009                    | 5248                    |
| 2010                    | 5322                    |
| 2011                    | 5311                    |
| 2013                    | 5380                    |

Mit 5722 Einwohnern (Stand 31. Dezember 2023) gehört Wünnewil-Flamatt zu den grösseren Gemeinden des Kantons Freiburg. Von den Bewohnern sind 89,5 % deutschsprachig, 4,7 % albanischsprachig, und 1,8 % sprechen Französisch (Stand 2000). Die Bevölkerungszahl von Wünnewil-Flamatt stieg seit 1900 fast stetig an. Ein sehr starker Zuwachs um nahezu 60 % wurde während der 1960er-Jahre beobachtet; im Jahrzehnt darauf gab es allerdings rezessionsbedingt wieder einen leichten Rückgang. Seit 1980 wurden wieder erhebliche Zuwachsraten verzeichnet. Ausgedehnte neue Wohnquartiere entstanden seither vor allem bei Wünnewil und um den benachbarten ehemaligen Weiler Pfaffenholz, dessen Siedlungsgebiet heute mit demjenigen des Hauptdorfes lückenlos zusammengewachsen ist.
Ein neu erschlossenes Quartier (Stinisacher) ist im Osten Wünnewils entstanden. Im Westen des Dorfes hat eine Überbauung, die 2012 fertiggestellt wurde, das bereits bestehende Quartier Hagnet erheblich vergrössert.

## Wirtschaft
Wünnewil-Flamatt war bis Mitte des 20. Jahrhunderts eine vorwiegend durch die Landwirtschaft geprägte Gemeinde. Die Wasserkraft der Taverna wurde früher für den Betrieb von Mühlen genutzt. Noch heute haben die Milchwirtschaft, die Viehzucht sowie der Ackerbau und der Obstbau einen gewissen Stellenwert in der Erwerbsstruktur der Bevölkerung. Wünnewil hat seinen ländlichen Charakter bewahrt, wogegen Flamatt eher industriell erscheint.
Zahlreiche weitere Arbeitsplätze sind im lokalen Kleingewerbe und im Dienstleistungssektor vorhanden. Dank der guten Verkehrsanbindung entwickelte sich in Flamatt seit den 1970er-Jahren eine grössere Industrie- und Gewerbezone. Der Ort wird durch die Silotürme der Futtermühle geprägt. Heute sind in Flamatt Betriebe des Bau- und Transportgewerbes, der Feinmechanik, des Holzbaus, des Maschinenbaus und eine Wellkartonfabrik ansässig. International tätig ist die auf Röntgen- und Vakuumtechnik spezialisierte Comet Holding. Flamatt ist Hauptsitz der Scout24 Schweiz AG. Kleinere Betriebe gibt es auch in Wünnewil. Beim Weiler Blumisberg südöstlich von Wünnewil befindet sich ein Golfplatz. In den letzten Jahrzehnten hat sich Wünnewil-Flamatt auch zu einer Wohngemeinde entwickelt. Viele Erwerbstätige sind deshalb Wegpendler, die hauptsächlich in den Regionen Bern und Freiburg arbeiten.

## Verkehr
Die Gemeinde ist verkehrsmässig sehr gut erschlossen. Flamatt liegt an der alten Hauptstrasse von Bern nach Freiburg, Wünnewil nur wenige 100 Meter neben der Hauptstrasse. Der nächste Anschluss an die in diesem Teilstück bereits 1973 eröffnete Autobahn A12 (Bern-Vevey) befindet sich bei Flamatt. Das Gemeindegebiet und insbesondere Flamatt werden durch die Autobahn zerschnitten, das Dorf wird von einem grossen Viadukt überspannt. Durch geplante Verkehrsberuhigungsmassnahmen, wie der Anpassung der zulässige Höchstgeschwindigkeit auf 30 km/h auf einem rund 300 Meter langem Teilstück in Flamatt, soll der Verkehrsfluss gefördert werden.
Am 2. Juli 1860 wurde die Eisenbahnlinie von Bern nach Düdingen (Balliswil) mit je einem Bahnhof in Flamatt und Wünnewil in Betrieb genommen. Die Bahnlinie von Flamatt nach Gümmenen, die Sensetalbahn, wurde am 23. Januar 1904 eingeweiht. Am 23. Mai 1993 wurde der Bahnbetrieb zwischen Laupen und Gümmenen eingestellt und durch Autobusse ersetzt. Die Züge verkehrten nur noch zwischen Flamatt und Laupen. Ab 2001 wurden die Züge durch die Schweizerischen Bundesbahnen betrieben und ab 2004 mit der Einführung der S-Bahn Bern durch die BLS AG. Von Wünnewil besteht ein Halbstundentakt Richtung Freiburg und Bern/Thun. Von Flamatt aus verkehren dank der S2 von Laupen sogar vier Züge pro Stunde nach Bern. Für die Feinverteilung im öffentlichen Verkehr sorgt der Postautokurs, welcher die Strecke von Flamatt nach Albligen bedient.

## Geschichte
Das Gemeindegebiet von Wünnewil war vermutlich bereits zur Zeit der Römer besiedelt. Die erste urkundliche Erwähnung von Wünnewil erfolgte 1128 unter dem Namen Vilarswinum in der Bedeutung von Dorf/Weiler des Wuno. Der wohl falsch latinisierte Name vilar winum («Weinweiler») erklärt, warum im Gemeindewappen von 1930 eine goldene Weintraube vorkommt.
Das Gebiet von Wünnewil und Flamatt gehörte im 12. Jahrhundert den Zähringern, später kam es an die Grafen von Thierstein. Beim Weiler Sensenbrügg befand sich schon früh ein wichtiger Flussübergang mit Zollstation. Seit dem 14. Jahrhundert unterstand Wünnewil der Herrschaft von Freiburg und wurde der Alten Landschaft (Aupanner) zugeordnet. Flamatt kam 1467 nach einer Grenzregelung definitiv an Freiburg.
1476 Murtenschlacht: Wünnewil (Vunevyll) ist dabei mit einer "Reisgesellschaft (Compagnie)" von 21 ausgerüsteten Männern.
Nach dem Zusammenbruch des Ancien Régime (1798) gehörten Wünnewil und Flamatt während der Helvetik und der darauf folgenden Zeit zum Distrikt Freiburg und ab 1831 zum Deutschen Bezirk Freiburg, bevor sie 1848 mit der neuen Kantonsverfassung in den neu geschaffenen Sensebezirk eingegliedert wurden.
Die Gemeinde, die bis 1974 offiziell nur Wünnewil hiess, war stets zweigeteilt, wobei Flamatt mit Sensenbrügg und Eggelried eine Exklave bildete, die vom übrigen Gemeindeteil durch das Gebiet von Bösingen abgetrennt war. Während der 1970er-Jahre wurden zwei bedeutende Grenzänderungen vollzogen. Zunächst überliess Wünnewil das nördlich des Bahnhofs Schmitten gelegene Wohnquartier mit einer Fläche von 29 ha im Jahr 1976 der Gemeinde Schmitten. 1977 trat Bösingen ein Gebiet von 4,65 km² mit den Weilern Blumisberg, Balsingen, Bagiwil, Amtmerswil und Staffels an Wünnewil ab. Damit wurde die ehemalige Exklave Flamatt auch territorial mit dem Gemeindegebiet von Wünnewil vereinigt.

## Sehenswürdigkeiten
Die Pfarrei von Wünnewil ist seit 1264 erwähnt. Die heutige markante Pfarrkirche von Wünnewil ist ein 1931 bis 1933 errichteter Betonbau mit unvollendetem Glockenturm.

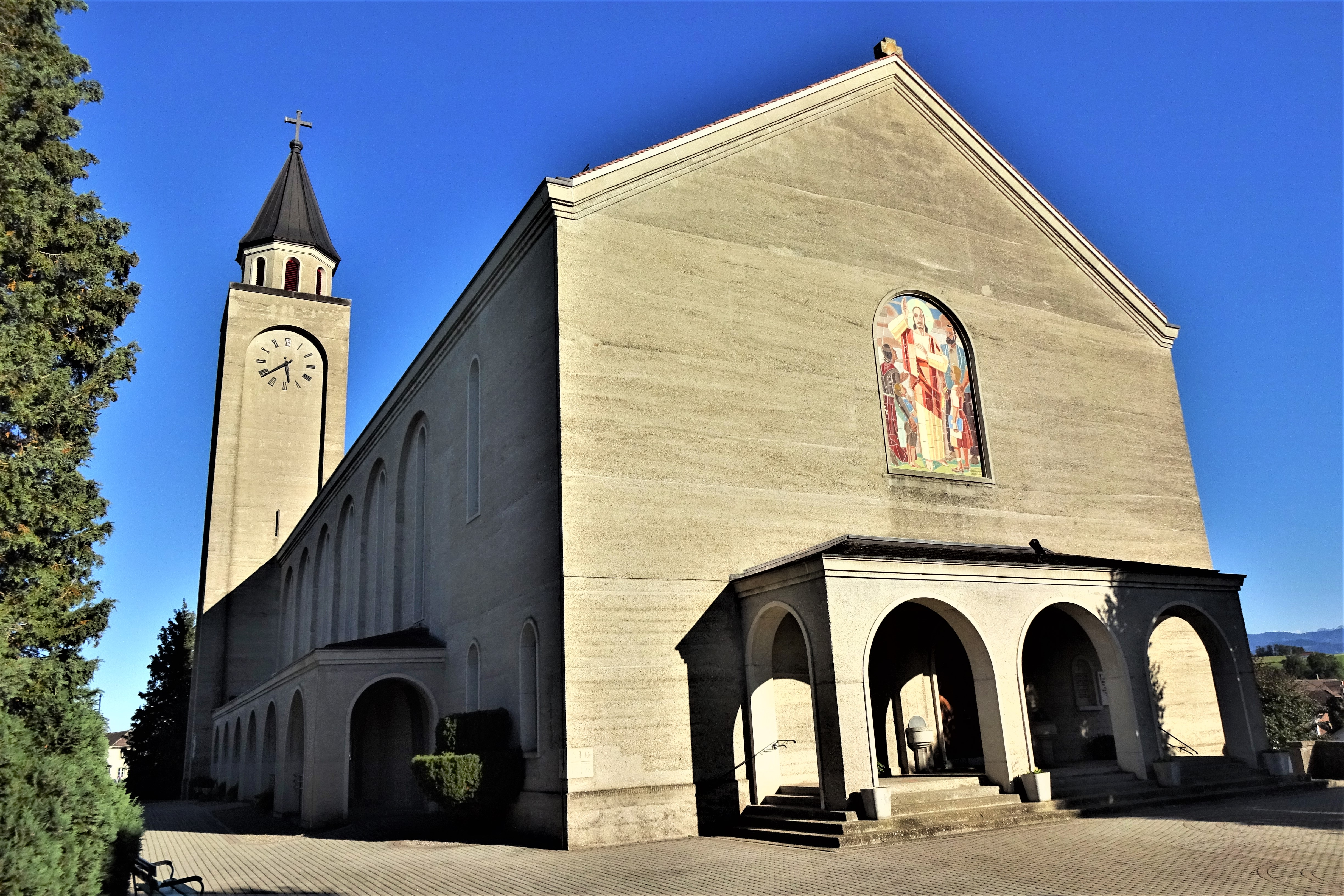
Wünnewil – Pfarrkirche St. Margaretha (Augustin Genoud-Eggis, 1932): Nordfassade mit Turm & Hauptfassade (Westfassade); über dem Hauptportal Keramikmosaik «Christus segnet die Familie» (Augustin Meinrad Bächtiger, 1937)

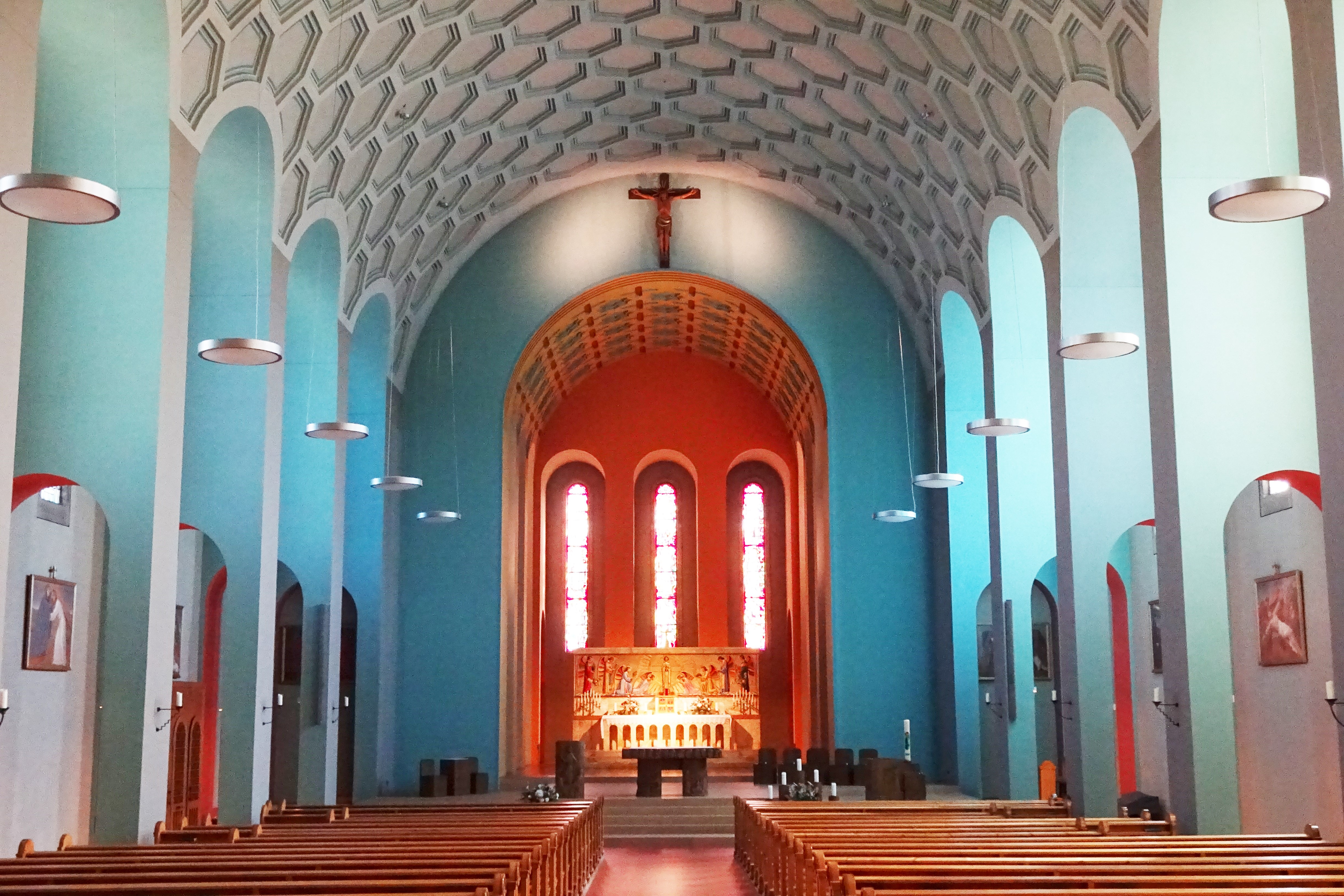
Wünnewil – Pfarrkirche St. Margaretha (Augustin Genoud-Eggis, 1932): Innenansicht, Blickrichtung Chor

Im Weiler Blumisberg steht ein Herrensitz, der 1620 für die Familie de Weck im spätgotischen Stil erbaut wurde und eine reiche Innenausstattung aus der Zeit von Renaissance und Barock besitzt.
Flamatt hat zwei Kirchen: Die reformierte Davidskirche wurde 1965 mit zwei übereck gestellten Dreiecken als Grundform und einem freistehenden Glockenturm erbaut, während die katholische Kirche am Senseufer 1973 eingeweiht wurde. In Sensenbrügg befinden sich die spätgotische Kapelle Sankt Beatus von 1602 mit einer bemerkenswerten Dekorationsmalerei, das Zollhaus von 1529 und ein Gasthaus.
In den Weilern sowie im alten Ortskern von Wünnewil sind einige stattliche Bauernhäuser aus dem 17. bis 19. Jahrhundert erhalten. In Elswil und Dietisberg stehen Kapellen.

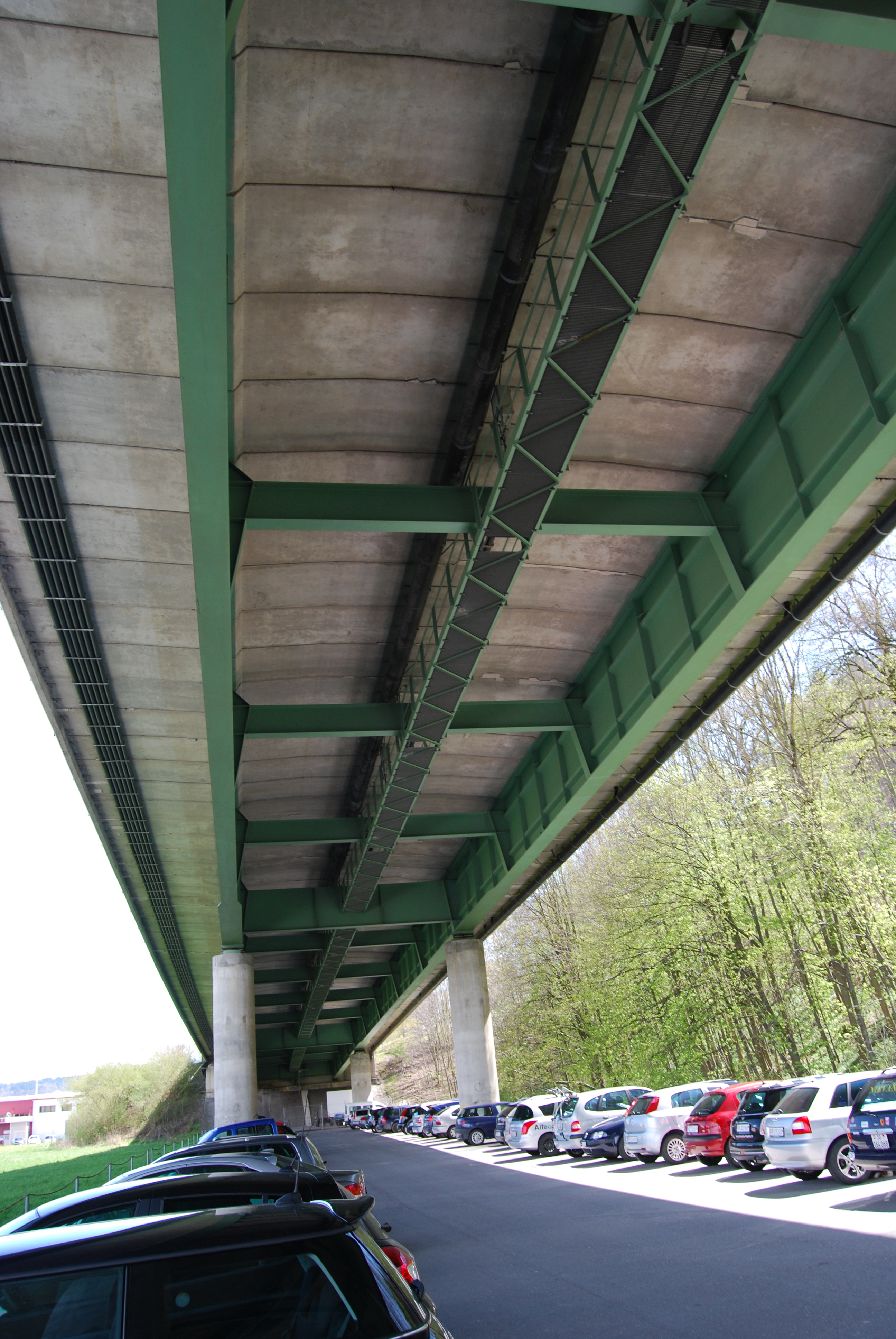
Die Autobahnbrücke der A12, das Wahrzeichen von Flamatt
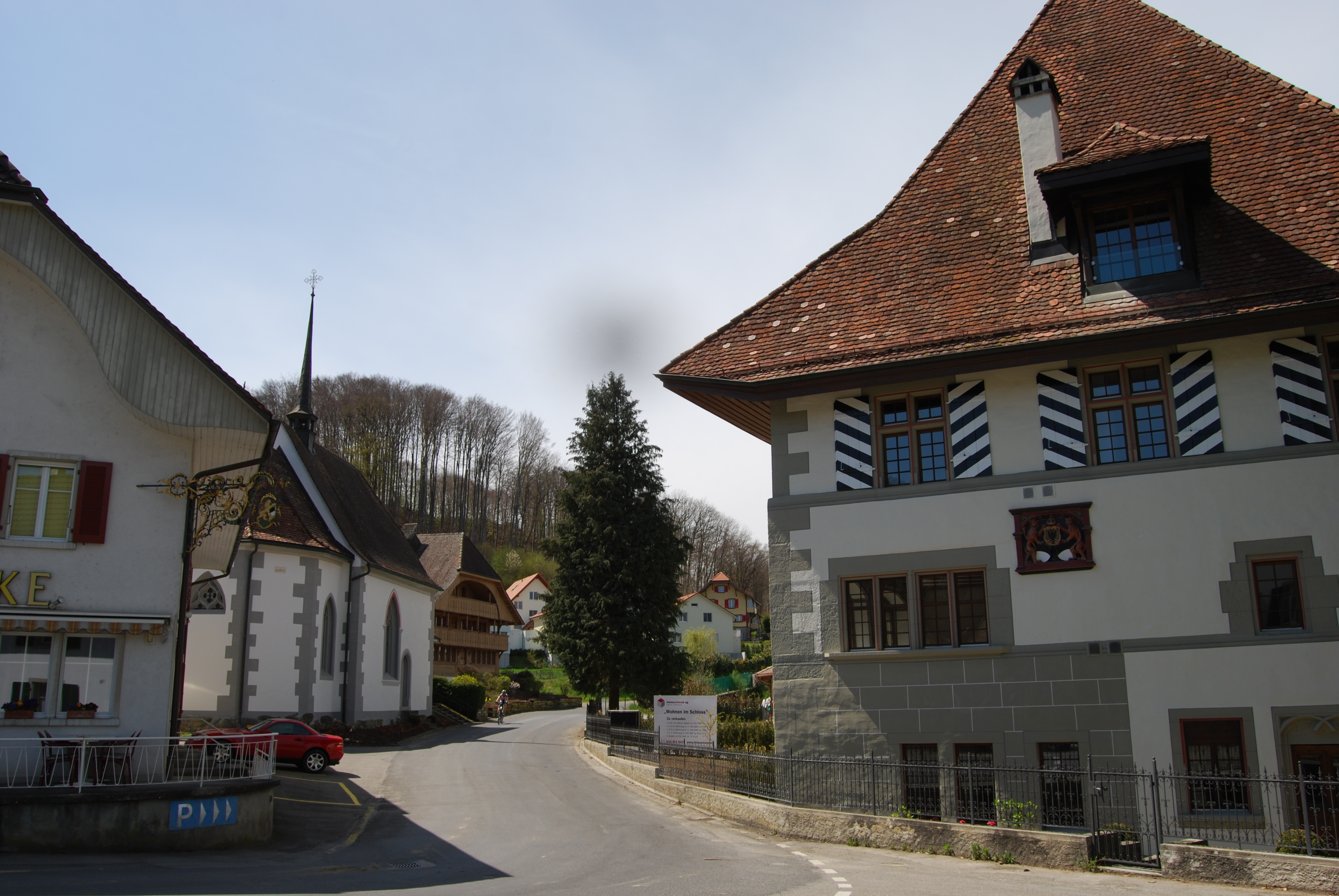
St.-Beatus-Kapelle und Zollhaus Flamatt in Sensebrücke
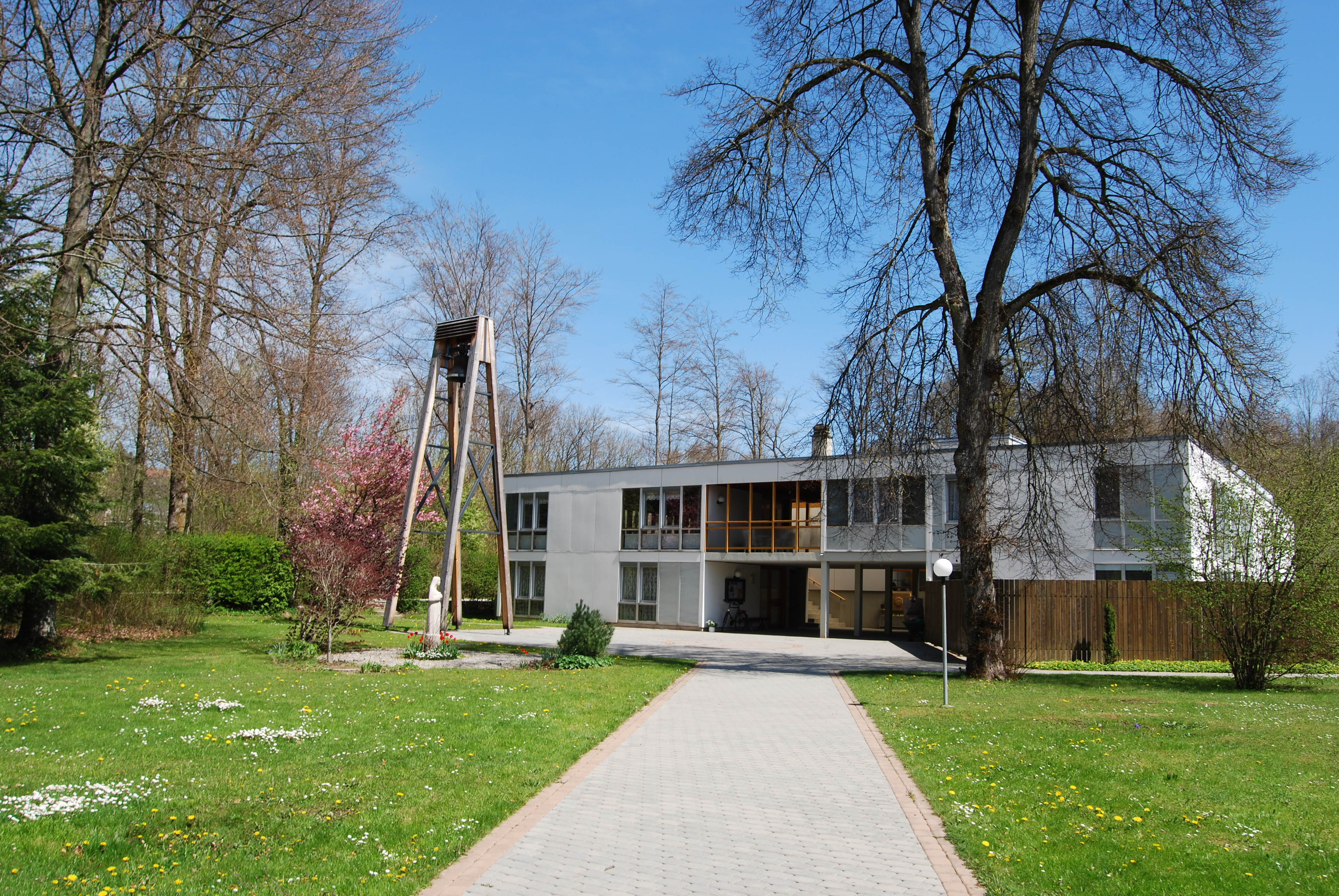
Katholisches Kirchenzentrum Mariä Verkündigung
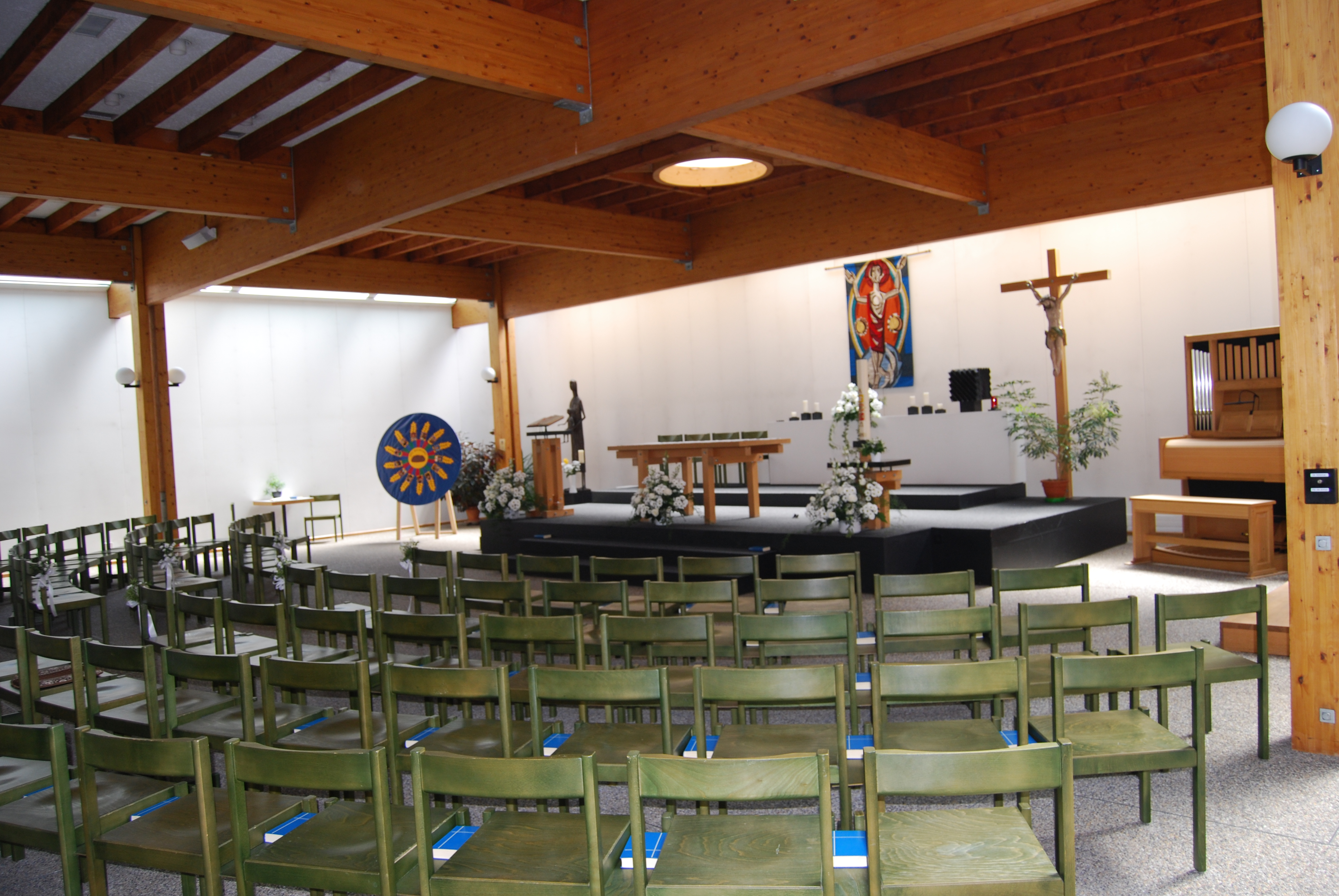
Innenansicht der katholischen Kirche
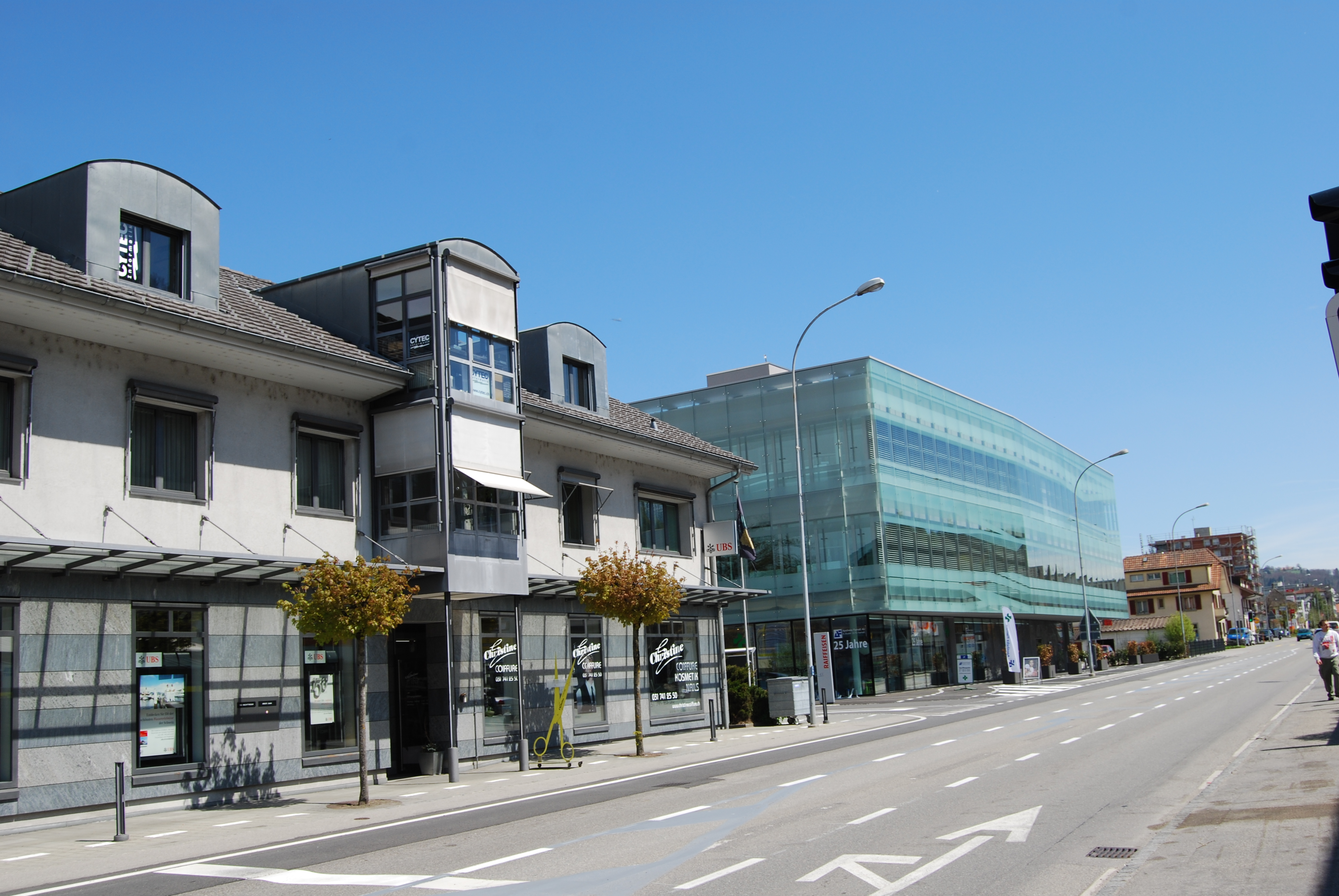
Hauptstrasse in Flamatt
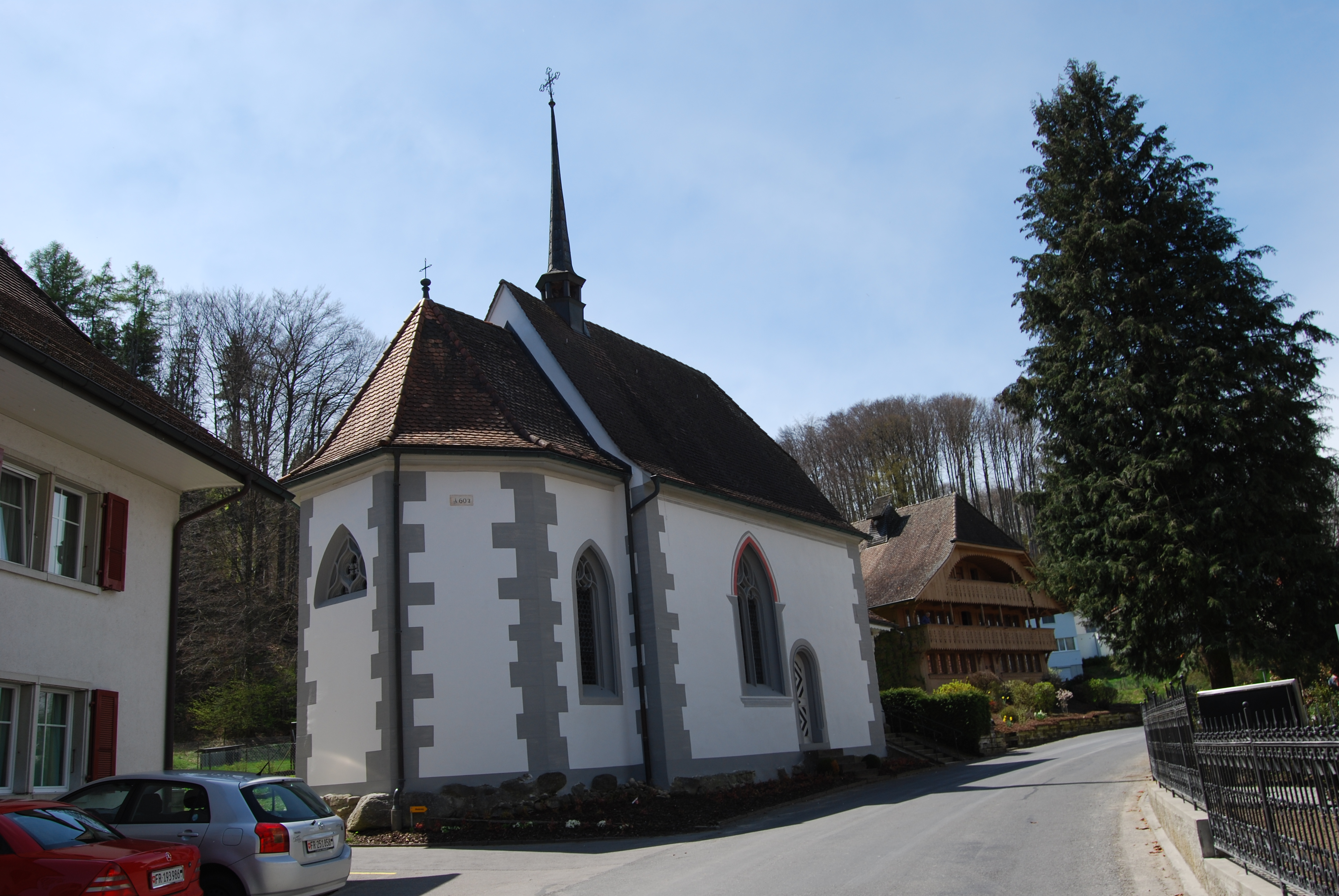
Kapelle Sensebrücke
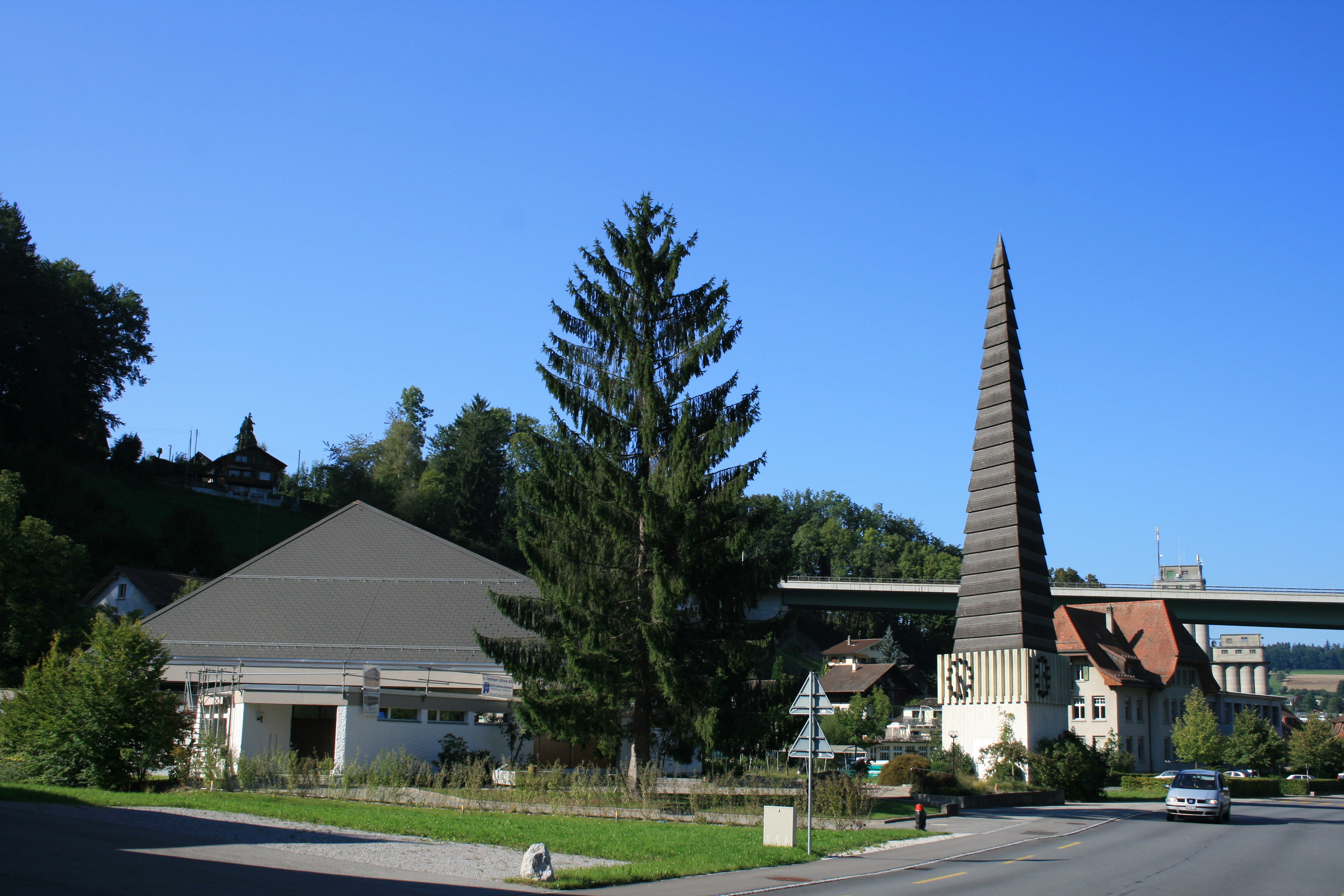
Reformierte Davidskirche in Flamatt
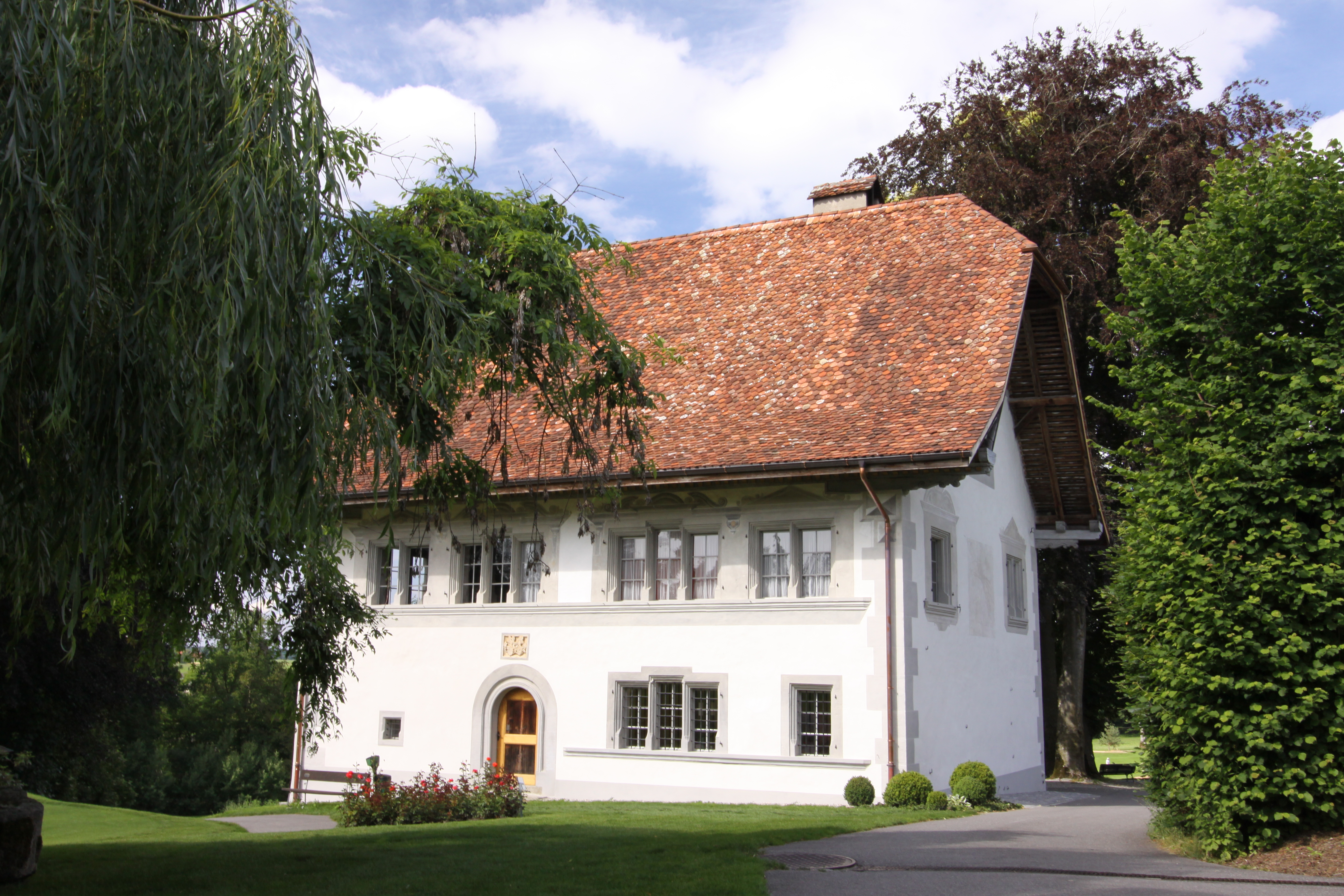
Herrensitz der Familie de Weck, Blumisberg

## Persönlichkeiten
- Peter Boschung (1912–1999), Mediziner, Mundart-Schriftsteller und Kulturpolitiker
- Kisha (* 28. Dezember 1978), Popmusikerin